# Kostel svatého Václava (Velké Hamry)
Římskokatolický farní kostel svatého Václava ve Velkých Hamrech je novogotická sakrální stavba.

## Historie
Historicky se jedná zřejmě poslední novogotický kostel v Čechách. Původně malá údolní ves Velké Hamry se v průběhu 19. století vyvinula ve významné centrum textilního průmyslu. To dalo podnět ke zřízení vlastního kostela a samostatné farnosti. Kostel byl postaven v letech 1915–1925 podle projektu Ing. arch. Alberta Vosátky z roku 1914. Po roce 1945, kdy došlo k vysídlení původního německy mluvícího obyvatelstva, technický stav kostela postupně upadal. Ve druhé dekádě 21. století probíhají na kostele opravné práce.
V roce 1925 byla věž osazena třemi zvony, které však byly za 2. světové války zrekvírovány. V dnešní době (2017) je pouštěna nahrávka zvonění z reproduktorů. V sanktusníku visí jeden malý "umíráček".

## Architektura
Jedná se o velkou, jednolodní, obdélnou stavbu s odsazeným polygonálním presbytářem a štíhlou hranolovou věž v ose hlavního východního průčelí. Zasvěcení kostela, zdůrazněné velkou bustou patrona v nadpraží hlavního portálu, vyjadřuje polohu Velkých Hamrů na české straně někdejší jazykové hranice.
Zařízení kostela je novodobé.